# Philip Aaholm
Philip Eugene Aaholm (* 3. April 1937 in Sheboygan, Wisconsin, Vereinigte Staaten) ist ein US-amerikanischer Klarinettist und Musikpädagoge. Er ist Professor emeritus des College of Music der University of Colorado Boulder.

## Leben
Philip Eugene Aaholms Vater Gustave Aaholm lebte in Sheboygan. Philip Aaholm besuchte dort die North High School und war drei Jahre lang Assistant Director der High School Band, zwei Jahre lang Concertmaster und im Abschlussjahr ihr President. Weiter organisierte er die North High Swing Band mit der 1954 bei einem Musikfestival in Madison auftrat. Er spielte in der Sheboygan’s Wuerl Band und repräsentierte die North High 1954 bei der Badgers Boy State. 1955 bis 1956 studierte er Klarinette an der U.S. Navy School of Music bei Harold Wright (1926–1993). Darauf studierte er an der University of Wisconsin-Madison Glenn Bowen und Russell Dagon. Dort erreichte er 1964 den Grad eines Bachelor of Music und 1968 den Grad eines Master of Music. Von 1966 bis 1970 unterrichtete er an der Lamar University in Beaumont in Texas. Doctor of Music wurde 1972 an der University of Arizona unter Samuel Fain. Von 1972 bis 1999 war er Professor für Klarinette an der School of Music der University of Colorado Boulder. Er war von 1976 bis 1978 Vizepräsident der International Clarinet Association.
Philip Aaholm konzertierte als Solist, war Kammermusiker in verschiedenen Ensembles und trat auf diversen Festivals auf wie dem Oklahoma Clarinet Symposium und dem Colorado Music Festival. Er war Mitbegründer und Mitglied des Colorado Wind Quintets, das aus Dozenten der University of Colorado Boulder bestand. Die Flötistin Karen Yonovitz, der Oboist Nobuo Kitagawa, die Oboistin Susan Logan, der Hornist David Pinkow und der Fagottist Robert Olson waren zeitweise Ensemblemitglieder. Mit der Pianistin Brenda Ishikawa und dem Fagottisten Yoshijuki Ishikawa bildete er das Ensemble The Boulder Winds.

## Bekannte Schüler
- Michael Dean, Konzertklarinettist, Associate Professor für Klarinette und Saxophone an der Southeast Missouri State University in Cape Girardeau und President of the National Association of College Wind and Percussion Instructors (NACWPI)[7]
- Brian Ebert, Konzertklarinettist, Komponist und Dozent an der Regis University
- John Heins, Komponist und Pianist[8]
- Joshua R. Mietz, Konzertklarinettist, Arrangeur und Dozent am Casper College in Casper[9]
- Timothy Phillips: Associate Professor of Clarinet an der Troy University[10][11]